# 保羅·古拉特
保羅·古拉特（葡萄牙語：Paulo Afonso Miessa, Paulo Goulart,1933年1月9日—2014年3月13日），是一名巴西演员。2014年3月13日去世。

## 作品
- 《孤独，一个美丽的爱情故事（英语：Solidão, Uma Linda História de Amor）》 (1989)
- 《加布里埃拉，丁香和肉桂（英语：Gabriela, Cravo e Canela (filme)）》 (1983) .... João Fulgêncio